# Ceratiola ericoides
Ceratiola ericoides je keř řazený do čeledi vřesovcovité a jediný druh rodu Ceratiola.
Roste na neúrodných, suchých písčitých místech na jihovýchodním pobřeží USA, v Alabamě, Floridě, Georgii, Mississippi a také ve státě Jižní Karolína. Běžně se vyskytuje spolu s borovicí Pinus clausa a nebo různými druhy dubu. Je podobně jako zmíněná borovice adaptován pro regeneraci osivem po pravidelných lesních požárech.
Ceratiolou vytvářené stanoviště je důležité pro ohrožené scinky Neoseps reynoldsi, plazy žijící ve střední Floridě.